# Senonches
Senonches ist eine französische Gemeinde mit 3013 Einwohnern (Stand 1. Januar 2022) im Département Eure-et-Loir in der Region Centre-Val de Loire; sie gehört zum Arrondissement Dreux und zum Kanton Saint-Lubin-des-Joncherets. Mit seinen 4287 Hektar ist der Wald von Senonches der größte des Départements. Die Gemeinde liegt im Regionalen Naturpark Perche.

## Bevölkerungsentwicklung
- 1962: 2886
- 1968: 3171
- 1975: 3466
- 1982: 3407
- 1990: 3171
- 1999: 3143
- 2012: 3136

## Sehenswürdigkeiten
- Kirche Notre-Dame (12.–16. Jahrhundert)
- Schloss Senonches

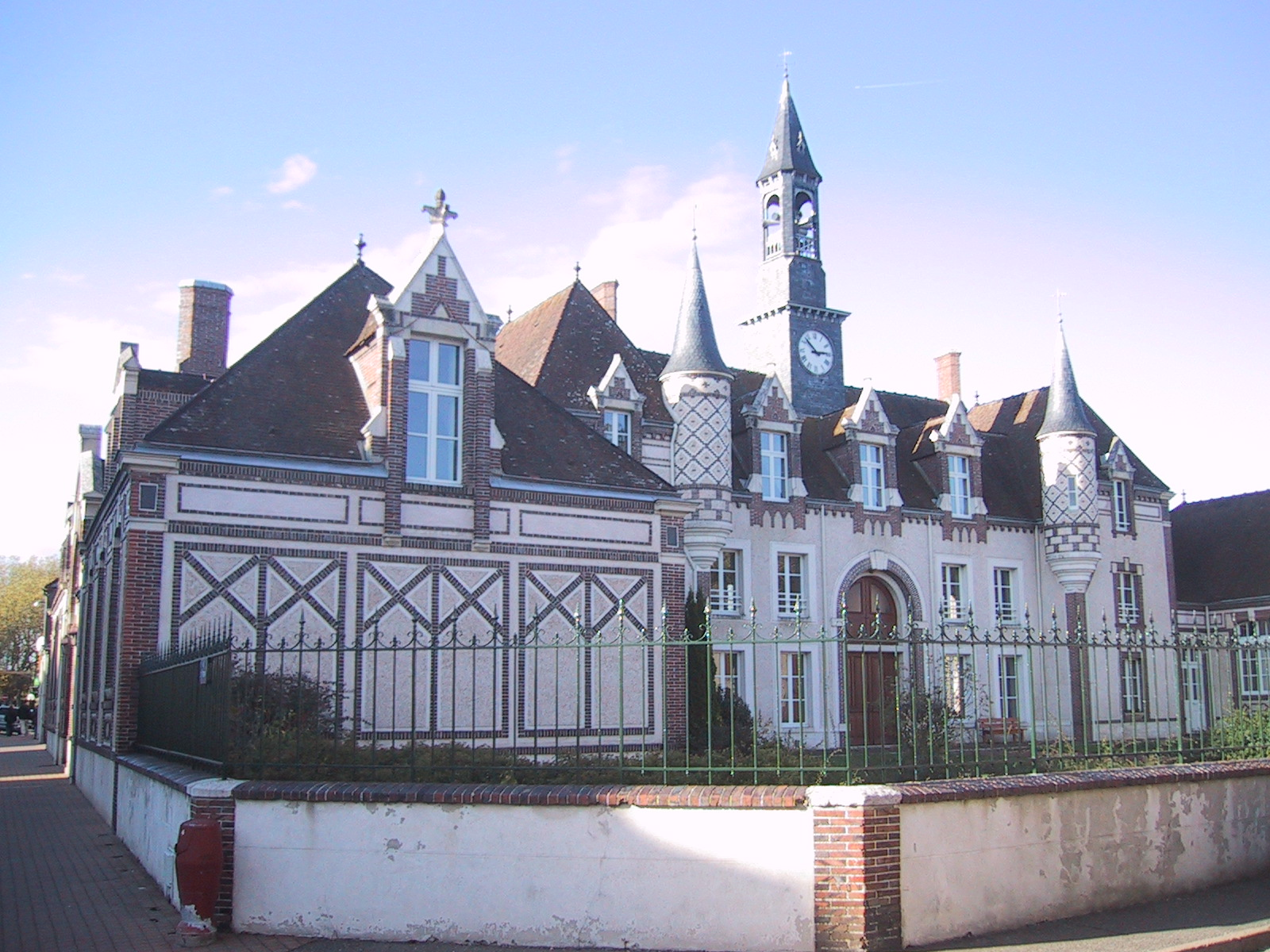
Rathaus
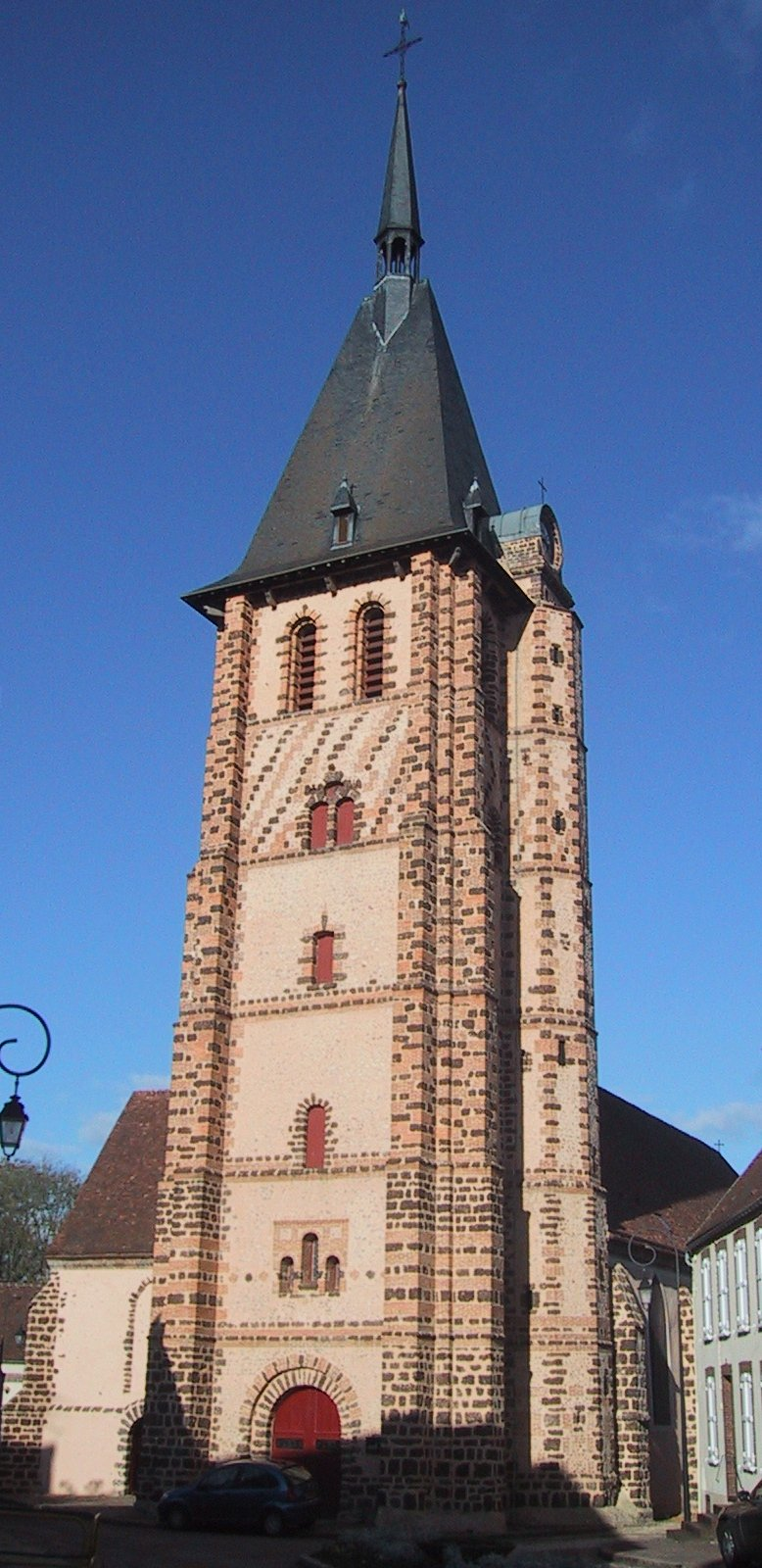
Kirche Notre-Dame
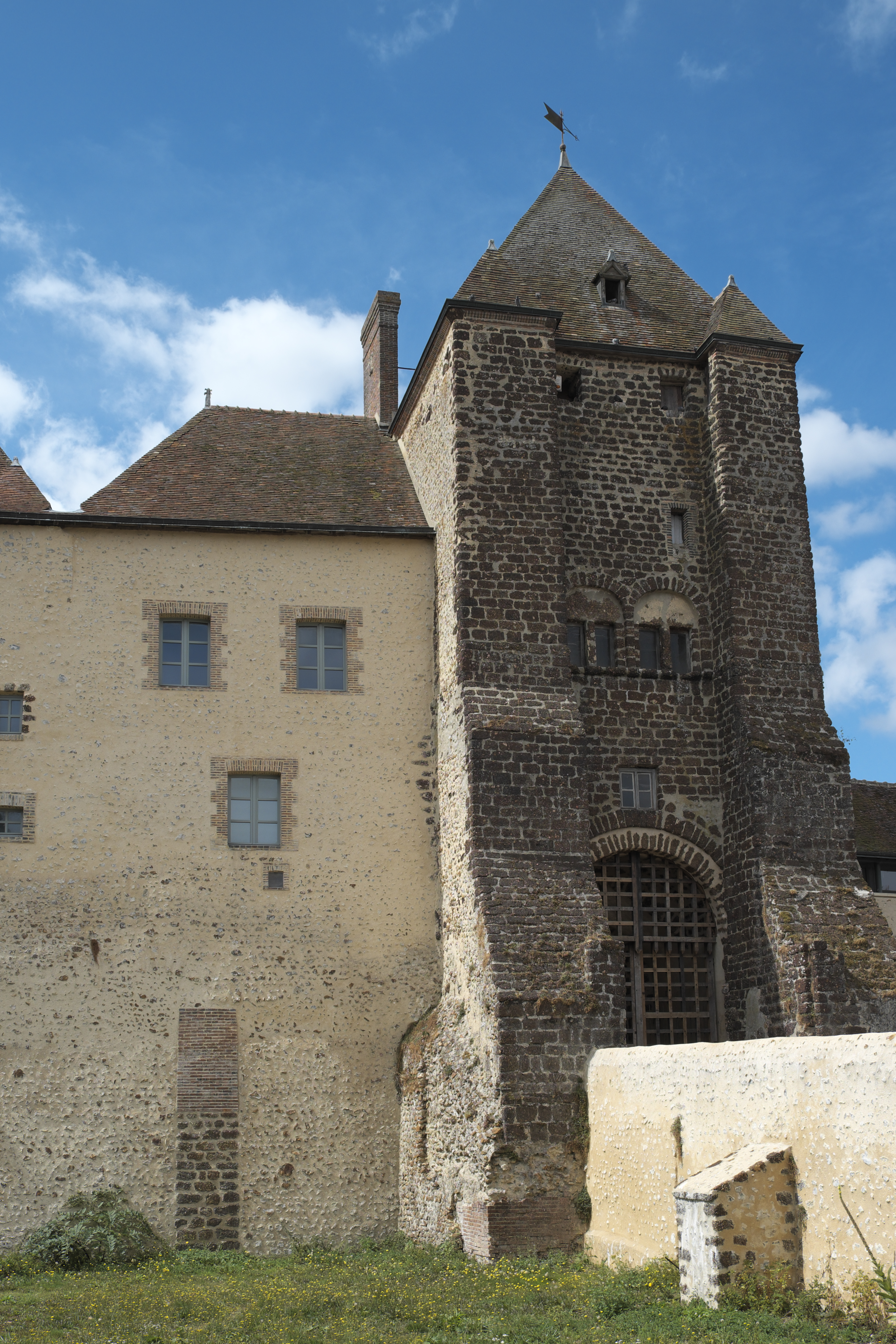
Schloss Senonches

## Persönlichkeiten
- Charles Lafosse, Dichter
- Alphonse-Gabriel Foucault (1843–1930), Bischof von Saint-Dié
- Charles Pitou (1849–1927), Dichter
- Lucien Descaves (1861–1949), Romancier

## Städtepartnerschaften
- Battenberg (Eder)